# Giorgio Avola
Giorgio Avola (Módica, 8 de maio de 1989) é um esgrimista italiano, campeão olímpico.

## Carreira
Giorgio Avola representou seu país nos Jogos Olímpicos de Verão de 2012. Conseguiu a medalha de ouro Florete em 2012.